# کیلاگ
کیلاگ (به انگلیسی: Killough) یک روستا در بریتانیا است. کیلاگ ۸۴۵ نفر جمعیت دارد.